# ATP Tour
L'ATP Tour (anciennement connu sous le nom d'ATP World Tour entre 2009 et 2018) est le principal circuit international de tennis masculin. Son équivalent féminin est le WTA Tour. Organisé par l'Association of Tennis Professionals, il est créé en 1990 en remplacement du Grand Prix tennis circuit. Le circuit secondaire est l'ATP Challenger Tour et le troisième niveau est le circuit masculin de l'ITF.

## Catégorisation des tournois

### Différentes catégories
L'ATP Tour est composé de tournois de plusieurs catégories, chacune caractérisée par des dotations et des gains en points spécifiques. Le calendrier du circuit principal débute la première semaine de janvier et se termine à la fin du mois de novembre. En voici le détail par ordre décroissant d'importance :
- Grand Chelem : au nombre de quatre (Open d'Australie, Roland-Garros, Wimbledon et US Open), les tournois du Grand Chelem attribuent des points ATP mais sont organisés par la Fédération internationale de tennis (ITF) et les fédérations nationales concernées.
- ATP Finals : il constitue le dernier tournoi majeur de la saison tennistique depuis 1970. Organisé à Turin depuis 2021, il met aux prises les huit meilleurs joueurs et les huit meilleures équipes de la saison.
- Masters 1000 : série de neuf tournois qui se déroulent en Europe, en Asie, en Amérique, mis en place en 1990 pour réunir les meilleurs joueurs sur différents types de surfaces. Moins prestigieux que les Grands Chelems, ils constituent la deuxième catégorie dans la hiérarchie des tournois.
- ATP 500 : 13 tournois sont classés dans cette catégorie qui est moins prestigieuse que les Masters 1000 mais plus importante que les ATP 250.
- ATP 250 : cette catégorie comprend chaque année environ 40 tournois. Ce sont les moins prestigieux dans la hiérarchie de l'ATP Tour.

| Catégorie            | Janvier                                          | Février                                                                         | Mars               | Avril                                     | Mai           | Juin                                      | Juillet                                      | Août              | Septembre      | Octobre                 | Novembre                    |
| -------------------- | ------------------------------------------------ | ------------------------------------------------------------------------------- | ------------------ | ----------------------------------------- | ------------- | ----------------------------------------- | -------------------------------------------- | ----------------- | -------------- | ----------------------- | --------------------------- |
| Grand Chelem         | Open d'Australie                                 |                                                                                 |                    |                                           | Roland-Garros |                                           | Wimbledon                                    | US Open           |                |                         |                             |
| ATP Finals (Masters) |                                                  |                                                                                 |                    |                                           |               |                                           |                                              |                   |                |                         | ATP Finals Masters Next Gen |
| Masters 1000         |                                                  |                                                                                 | Indian Wells Miami | Monte-Carlo Madrid                        | Rome          |                                           |                                              | Canada Cincinnati | Shanghai       | Paris                   |                             |
| ATP 500              |                                                  | Rotterdam Rio Acapulco Dubaï                                                    |                    | Barcelone                                 |               | Halle Londres                             | Hambourg Washington                          |                   | Pékin Tokyo    | Vienne Bâle             |                             |
| ATP 250              | Brisbane Hong-Kong Adélaïde Auckland Montpellier | Córdoba Dallas Marseille Buenos Aires Delray Beach Doha Cabo San Lucas Santiago |                    | Houston Marrakech Estoril Bucarest Munich | Genève Lyon   | Bois-le-Duc Stuttgart Majorque Eastbourne | Newport Båstad Gstaad Umag Kitzbühel Atlanta | Winston-Salem     | Chengdu Zhuhai | Almaty Anvers Stockholm | Metz Gijón                  |

### Points attribués par catégorie
| Catégorie    | Nbre de tours | Victoire | Finale | 1/2 finale | 1/4 de finale | 1/8 de finale | 1/16 de finale | 1/32 de finale | 1/64 de finale | Joueurs qualifiés |
| ------------ | ------------- | --- | --- | --- | --- | --- | --- | --- | --- | --- |
| Grand Chelem | 7             | 2 000 | 1 300 | 800 | 400 | 200 | 100 | 50 | 10 | + 30 |
| ATP Finals   | 5             | 200 pour chaque victoire de poule, 400 pour la victoire en demi-finale, 500 pour la victoire en finale (1 500 maximum) | 200 pour chaque victoire de poule, 400 pour la victoire en demi-finale, 500 pour la victoire en finale (1 500 maximum) | 200 pour chaque victoire de poule, 400 pour la victoire en demi-finale, 500 pour la victoire en finale (1 500 maximum) | 200 pour chaque victoire de poule, 400 pour la victoire en demi-finale, 500 pour la victoire en finale (1 500 maximum) | 200 pour chaque victoire de poule, 400 pour la victoire en demi-finale, 500 pour la victoire en finale (1 500 maximum) | 200 pour chaque victoire de poule, 400 pour la victoire en demi-finale, 500 pour la victoire en finale (1 500 maximum) | 200 pour chaque victoire de poule, 400 pour la victoire en demi-finale, 500 pour la victoire en finale (1 500 maximum) | 200 pour chaque victoire de poule, 400 pour la victoire en demi-finale, 500 pour la victoire en finale (1 500 maximum) | 200 pour chaque victoire de poule, 400 pour la victoire en demi-finale, 500 pour la victoire en finale (1 500 maximum) |
| Masters 1000 | 7             | 1 000 | 650 | 400 | 200 | 100 | 50 | 30 | 10 | + 20 |
| Masters 1000 | 6             | 1 000 | 650 | 400 | 200 | 100 | 50 | 10 | - | + 30 |
| ATP 500      | 6             | 500 | 330 | 200 | 100 | 50 | 25 | 0 | - | + 16 |
| ATP 500      | 5             | 500 | 330 | 200 | 100 | 50 | 0 | - | - | + 25 |
| ATP 250      | 6             | 250 | 165 | 100 | 50 | 25 | 13 | 0 | - | + 8 |
| ATP 250      | 5             | 250 | 165 | 100 | 50 | 25 | 0 | - | - | + 13 |

Un joueur exempté de premier tour ne remporte que les éventuels points du premier tour s'il perd au second tour.

## Évolution du logo

Logo de l'ATP de 1972 à 1989.
Logo de l'ATP Tour de 1990 à 2000.
Logo de l'ATP de 2001 à 2008.
Logo de l'ATP World Tour de 2009 à 2018.
Logo de l'ATP Tour à partir de 2019.

## Classement ATP

### Présentation et fonctionnement
Le classement ATP est utilisé depuis 1973, sa 1re parution date du 23 août 1973. Ce système de classement fait figure de référence dans le monde sportif. Informatisé, il permet d'établir une hiérarchie mondiale très précise mise à jour tous les lundis, sauf les lundis au milieu des tournois organisés sur 2 semaines (les tournois du Grand Chelem et les Masters d'Indian Wells et de Miami), et ainsi de déterminer les joueurs qui peuvent entrer directement dans le tableau principal des tournois et les têtes de série. Appliqué et faisant loi sur les 5 continents dans tous les tournois masculins, il n'a pas d'équivalent dans le sport si ce n'est son homologue féminin de la WTA,.
Les joueurs sont classés d'après un total de points qu'ils accumulent lors des tournois joués sur les 52 dernières semaines. Le total comprend 18 résultats parmi : 
- les points gagnés lors des 4 tournois du Grand Chelem,
- les points gagnés lors des 8 Masters 1000 autres que celui de Monte-Carlo,
- les six meilleurs résultats en ce qui concerne les points gagnés dans l'ensemble des autres tournois (Masters 1000 de Monte-Carlo, ATP 500, ATP 250, ATP Challenger Tour).

Les points gagnés au Masters (pour les joueurs qui y participent uniquement) sont ajoutés en supplément des 18 meilleurs résultats.
En 2019, pendant quelques mois, les points gagnés lors des tournois Future n'ont plus été comptabilisés pour le classement ATP, mais pour un classement ITF (ITF Transition Tour Ranking) qui permet de se qualifier pour les tournois Challenger, avant que l'ITF revienne en arrière, de manière rétroactive, après de nombreuses protestations de joueurs.
À la différence des classements nationaux (français en particulier), seul le niveau atteint dans chaque tournoi compte, quels que soient les adversaires battus.
Il existait, du 1er janvier 2000 jusqu'au 23 mars 2009, un classement ATP Race, qui prenait uniquement en compte les résultats de la saison en cours. Aujourd'hui, le classement Race est utilisé pour déterminer les 8 joueurs participant au Masters, sur le même principe que le classement ATP hormis le fait que l'on calcule le total à partir du 1er janvier de la saison en cours.
Les classements de double sont les mêmes qu'en simple. Le classement technique de double est aussi individuel: les points sont attribués à chaque joueur de l'équipe, pas à l'équipe. En revanche le classement de Double Race est fait par équipe afin de déterminer lesquelles peuvent jouer au Masters.

### Classement actuel
Le tableau ci-dessous présente les 10 joueurs qui ont été le plus présents dans le top 10 du classement ATP (il s'agit de semaines réelles et non de semaines publiées). En effet, de 1973 à 1984, il n'y a eu que 7 à 25 classements par an, publiés de manière irrégulière. Depuis 1985, l'ATP publie entre 42 et 47 classements par an car il n'y a pas de classement publié entre les deux semaines des quatre tournois du Grand Chelem, des Masters 1000 d'Indian Wells et de Miami. Depuis 2006, il n'y a plus de trêve hivernale, sauf si le 25 décembre est un lundi.
Les joueurs dont le nom est suivi d'un astérisque étaient présents dans le top 10 avant 1985, ceux dont le nom est en gras sont encore en activité et ceux dont le nombre de semaines est en gras sont actuellement dans le top 10. Ivan Lendl est devenu citoyen américain le 7 juillet 1992, il a passé environ 50 semaines dans le top 10 sous ce drapeau.
Mise à jour : semaine du 18 août 2025 incluse
| no | Nom             | Semaines | Années | Période        |
| -- | --------------- | -------- | ------ | -------------- |
| 1  | Roger Federer   | 968      | 20 ans | de 2002 à 2021 |
| 2  | Rafael Nadal    | 912      | 19 ans | de 2005 à 2023 |
| 3  | Novak Djokovic  | 904      | 19 ans | de 2007 à 2025 |
| 4  | Jimmy Connors * | 817      | 17 ans | de 1973 à 1989 |
| 5  | Andre Agassi    | 747      | 19 ans | de 1988 à 2006 |
| 6  | Ivan Lendl *    | 671      | 14 ans | de 1980 à 1993 |
| 7  | Pete Sampras    | 586      | 13 ans | de 1990 à 2002 |
| 8  | Boris Becker    | 576      | 13 ans | de 1985 à 1997 |
| 9  | John McEnroe *  | 535      | 13 ans | de 1978 à 1990 |
| 10 | Stefan Edberg   | 497      | 11 ans | de 1985 à 1995 |

### Numéros 1 en fin d'année depuis 1973
| 1973 | Ilie Năstase  |
| 1974 | Jimmy Connors |
| 1975 | Jimmy Connors |
| 1976 | Jimmy Connors |
| 1977 | Jimmy Connors |
| 1978 | Jimmy Connors |
| 1979 | Björn Borg    |
| 1980 | Björn Borg    |
| 1981 | John McEnroe  |
| 1982 | John McEnroe  |
| 1983 | John McEnroe  |
| 1984 | John McEnroe  |
| 1985 | Ivan Lendl    |
| 1986 | Ivan Lendl    |
| 1987 | Ivan Lendl    |
| 1988 | Mats Wilander |
| 1989 | Ivan Lendl    |
| 1990 | Stefan Edberg |
| 1991 | Stefan Edberg |
| 1992 | Jim Courier   |
| 1993 | Pete Sampras  |
| 1994 | Pete Sampras  |
| 1995 | Pete Sampras  |

| 1996 | Pete Sampras    |
| 1997 | Pete Sampras    |
| 1998 | Pete Sampras    |
| 1999 | Andre Agassi    |
| 2000 | Gustavo Kuerten |
| 2001 | Lleyton Hewitt  |
| 2002 | Lleyton Hewitt  |
| 2003 | Andy Roddick    |
| 2004 | Roger Federer   |
| 2005 | Roger Federer   |
| 2006 | Roger Federer   |
| 2007 | Roger Federer   |
| 2008 | Rafael Nadal    |
| 2009 | Roger Federer   |
| 2010 | Rafael Nadal    |
| 2011 | Novak Djokovic  |
| 2012 | Novak Djokovic  |
| 2013 | Rafael Nadal    |
| 2014 | Novak Djokovic  |
| 2015 | Novak Djokovic  |
| 2016 | Andy Murray     |
| 2017 | Rafael Nadal    |
| 2018 | Novak Djokovic  |

| 2019 | Rafael Nadal   |
| 2020 | Novak Djokovic |
| 2021 | Novak Djokovic |
| 2022 | Carlos Alcaraz |
| 2023 | Novak Djokovic |
| 2024 | Jannik Sinner  |

### Meilleur classement en simple par pays
Pays dont un joueur a au moins atteint le top 50.
| Rang | Pays                   | Joueur(s)                                                                          |
| ---- | ---------------------- | ---------------------------------------------------------------------------------- |
| 1er  | États-Unis             | John McEnroe, Jimmy Connors, Jim Courier, Pete Sampras, Andre Agassi, Andy Roddick |
| 1er  | Espagne                | Carlos Alcaraz, Rafael Nadal, Juan Carlos Ferrero, Carlos Moyà                     |
| 1er  | Australie              | Lleyton Hewitt, John Newcombe, Patrick Rafter                                      |
| 1er  | Suède                  | Björn Borg, Mats Wilander, Stefan Edberg                                           |
| 1er  | Russie                 | Ievgueni Kafelnikov, Marat Safin, Daniil Medvedev                                  |
| 1er  | Allemagne              | Boris Becker                                                                       |
| 1er  | Autriche               | Thomas Muster                                                                      |
| 1er  | Brésil                 | Gustavo Kuerten                                                                    |
| 1er  | Chili                  | Marcelo Ríos                                                                       |
| 1er  | Italie                 | Jannik Sinner                                                                      |
| 1er  | Roumanie               | Ilie Năstase                                                                       |
| 1er  | Royaume-Uni            | Andy Murray                                                                        |
| 1er  | Serbie                 | Novak Djokovic                                                                     |
| 1er  | Suisse                 | Roger Federer                                                                      |
| 1er  | Tchécoslovaquie        | Ivan Lendl                                                                         |
| 2e   | Argentine              | Guillermo Vilas                                                                    |
| 2e   | Croatie                | Goran Ivanišević                                                                   |
| 2e   | Norvège                | Casper Ruud                                                                        |
| 2e   | Tchéquie               | Petr Korda                                                                         |
| 3e   | Bulgarie               | Grigor Dimitrov                                                                    |
| 3e   | Canada                 | Milos Raonic                                                                       |
| 3e   | France                 | Yannick Noah                                                                       |
| 3e   | Grèce                  | Stéfanos Tsitsipás                                                                 |
| 3e   | Pays-Bas               | Tom Okker                                                                          |
| 4e   | Équateur               | Andrés Gómez                                                                       |
| 4e   | Japon                  | Kei Nishikori                                                                      |
| 4e   | Mexique                | Raúl Ramírez                                                                       |
| 4e   | Ukraine                | Andreï Medvedev                                                                    |
| 4e   | Danemark               | Holger Rune                                                                        |
| 5e   | Afrique du Sud         | Kevin Anderson                                                                     |
| 6e   | Pologne                | Hubert Hurkacz                                                                     |
| 6e   | Slovaquie              | Karol Kučera                                                                       |
| 7e   | Belgique               | David Goffin                                                                       |
| 8e   | Chypre                 | Márcos Baghdatís                                                                   |
| 9e   | Paraguay               | Víctor Pecci                                                                       |
| 9e   | Thaïlande              | Paradorn Srichaphan                                                                |
| 10e  | Lettonie               | Ernests Gulbis                                                                     |
| 12e  | Hongrie                | Balázs Taróczy                                                                     |
| 13e  | Finlande               | Jarkko Nieminen                                                                    |
| 14e  | Maroc                  | Younès El Aynaoui                                                                  |
| 16e  | Géorgie                | Nikoloz Basilashvili                                                               |
| 16e  | Inde                   | Vijay Amritraj                                                                     |
| 17e  | Kazakhstan             | Alexander Bublik                                                                   |
| 18e  | Biélorussie            | Max Mirnyi                                                                         |
| 18e  | Israël                 | Amos Mansdorf                                                                      |
| 18e  | Pérou                  | Jaime Yzaga                                                                        |
| 19e  | Corée du Sud           | Chung Hyeon                                                                        |
| 19e  | Nouvelle-Zélande       | Chris Lewis, Onny Parun                                                            |
| 19e  | Uruguay                | Pablo Cuevas                                                                       |
| 21e  | Luxembourg             | Gilles Müller                                                                      |
| 22e  | Haïti                  | Ronald Agenor                                                                      |
| 22e  | Zimbabwe               | Byron Black                                                                        |
| 23e  | Bosnie-Herzégovine     | Damir Džumhur                                                                      |
| 28e  | Colombie               | Santiago Giraldo                                                                   |
| 28e  | Portugal               | João Sousa                                                                         |
| 31e  | Chine                  | Zhang Zhizhen                                                                      |
| 33e  | Ouzbékistan            | Denis Istomin                                                                      |
| 33e  | Taipei chinois         | Lu Yen-hsun                                                                        |
| 34e  | Égypte                 | Ismail El Shafei                                                                   |
| 34e  | Pakistan               | Haroon Rahim                                                                       |
| 35e  | Bolivie                | Mario Martínez                                                                     |
| 38e  | Arménie                | Sargis Sargsian                                                                    |
| 39e  | Moldavie               | Radu Albot                                                                         |
| 42e  | Tunisie                | Malek Jaziri                                                                       |
| 43e  | République dominicaine | Víctor Estrella Burgos                                                             |
| 43e  | Slovénie               | Aljaž Bedene, Grega Žemlja                                                         |
| 50e  | Lituanie               | Ričardas Berankis                                                                  |

## Records de l'ATP

### Champions les plus titrés de l'ATP
Dans ce tableau, les joueurs ayant remporté plus de 30 tournois ATP en simple depuis l'ère Open (1968).
Mise à jour le 25 mai 2025
| no  | Joueur          | Titres | Finales | Ratio T/F | Période | Du 1er au dernier titre |
| --- | --------------- | ------ | ------- | --------- | ------- | ----------------------- |
| 1er | Jimmy Connors   | 109    | 55      | 66,5 %    | 18 ans  | de 1972 à 1989          |
| 2e  | Roger Federer   | 103    | 54      | 65,6 %    | 19 ans  | de 2001 à 2019          |
| 3e  | Novak Djokovic  | 100    | 43      | 69,9 %    | 20 ans  | de 2006 à 2025          |
| 4e  | Ivan Lendl      | 94     | 52      | 64,8 %    | 14 ans  | de 1980 à 1993          |
| 5e  | Rafael Nadal    | 92     | 39      | 70,2 %    | 19 ans  | de 2004 à 2022          |
| 6e  | John McEnroe    | 77     | 32      | 70,6 %    | 14 ans  | de 1978 à 1991          |
| 7e  | Rod Laver       | 72     | 29      | 72,7 %    | 8 ans   | de 1968 à 1975          |
| 8e  | Björn Borg      | 66     | 27      | 71,0 %    | 8 ans   | de 1974 à 1981          |
| 9e  | Ilie Năstase    | 64     | 41      | 61,0 %    | 10 ans  | de 1969 à 1978          |
| 10e | Pete Sampras    | 64     | 24      | 72,7 %    | 13 ans  | de 1990 à 2002          |
| 11e | Guillermo Vilas | 62     | 42      | 59,6 %    | 11 ans  | de 1973 à 1983          |
| 12e | Andre Agassi    | 60     | 30      | 66,7 %    | 19 ans  | de 1987 à 2005          |
| 13e | Boris Becker    | 49     | 28      | 63,6 %    | 12 ans  | de 1985 à 1996          |
| 14e | Stan Smith      | 48     | 26      | 64,9 %    | 13 ans  | de 1968 à 1980          |
| 15e | Andy Murray     | 46     | 25      | 64,8 %    | 14 ans  | de 2006 à 2019          |
| 16e | Arthur Ashe     | 44     | 40      | 52,4 %    | 11 ans  | de 1968 à 1978          |
| 17e | Thomas Muster   | 44     | 11      | 80 %      | 12 ans  | de 1986 à 1997          |
| 18e | Stefan Edberg   | 41     | 36      | 53,2 %    | 12 ans  | de 1984 à 1995          |
| 19e | John Newcombe   | 41     | 30      | 57,7 %    | 8 ans   | de 1968 à 1975          |
| 20e | Ken Rosewall    | 40     | 29      | 58,0 %    | 10 ans  | de 1968 à 1977          |
| 21e | Manuel Orantes  | 34     | 38      | 47,2 %    | 14 ans  | de 1969 à 1982          |
| 22e | Michael Chang   | 34     | 24      | 58,6 %    | 13 ans  | de 1988 à 2000          |
| 23e | Mats Wilander   | 33     | 26      | 55,9 %    | 9 ans   | de 1982 à 1990          |
| 24e | Andy Roddick    | 32     | 20      | 61,5 %    | 12 ans  | de 2001 à 2012          |
| 25e | Lleyton Hewitt  | 30     | 16      | 65,2 %    | 17 ans  | de 1998 à 2014          |

### Joueurs en activité les plus titrés
Dans ce tableau figurent les joueurs en activité ayant remporté au moins 1 tournoi de catégorie supérieure aux ATP 250, ou au moins 3 tournois de cette catégorie.
Mise à jour le 7 août 2025.
| no | Joueur                     | Âge | MC | GC | JO | M | 1000 | 500 | 250 | Total | Finales | Ratio T/F |
| -- | -------------------------- | --- | -- | -- | -- | - | ---- | --- | --- | ----- | ------- | --------- |
| 1  | Novak Djokovic             | 38  | 1  | 24 | 1  | 7 | 40   | 15  | 13  | 100   | 43      | 69,9      |
| 2  | Carlos Alcaraz             | 22  | 1  | 5  | 0  | 0 | 7    | 7   | 2   | 21    | 7       | 75,0      |
| 3  | Jannik Sinner              | 24  | 1  | 4  | 0  | 1 | 4    | 5   | 6   | 20    | 7       | 74,1      |
| 4  | Stanislas Wawrinka         | 40  | 3  | 3  | 0  | 0 | 1    | 3   | 9   | 16    | 15      | 51,6      |
| 5  | Daniil Medvedev            | 29  | 1  | 1  | 0  | 1 | 6    | 4   | 8   | 20    | 19      | 51,3      |
| 6  | Marin Čilić                | 36  | 3  | 1  | 0  | 0 | 1    | 2   | 17  | 21    | 16      | 56,8      |
| 7  | Alexander Zverev           | 28  | 2  | 0  | 1  | 2 | 7    | 6   | 8   | 24    | 15      | 61,5      |
| 8  | Stéfanos Tsitsipás         | 27  | 3  | 0  | 0  | 1 | 3    | 1   | 7   | 12    | 18      | 40,0      |
| 9  | Grigor Dimitrov            | 34  | 3  | 0  | 0  | 1 | 1    | 1   | 6   | 9     | 12      | 42,9      |
| 10 | Andrey Rublev              | 27  | 5  | 0  | 0  | 0 | 2    | 6   | 9   | 17    | 11      | 60,7      |
| 11 | Hubert Hurkacz             | 28  | 7  | 0  | 0  | 0 | 2    | 1   | 5   | 8     | 4       | 66,7      |
| 12 | Casper Ruud                | 26  | 2  | 0  | 0  | 0 | 1    | 1   | 11  | 13    | 12      | 52,0      |
| 13 | Taylor Fritz               | 27  | 5  | 0  | 0  | 0 | 1    | 1   | 8   | 10    | 8       | 55,6      |
| 14 | Pablo Carreño Busta        | 34  | 10 | 0  | 0  | 0 | 1    | 1   | 5   | 7     | 5       | 58,3      |
| 15 | Cameron Norrie             | 29  | 8  | 0  | 0  | 0 | 1    | 1   | 3   | 5     | 10      | 33,3      |
| 16 | Holger Rune                | 22  | 3  | 0  | 0  | 0 | 1    | 1   | 3   | 5     | 6       | 45,5      |
| 17 | Borna Ćorić                | 28  | 12 | 0  | 0  | 0 | 1    | 1   | 1   | 3     | 6       | 33,3      |
| 18 | Jack Draper                | 23  | 7  | 0  | 0  | 0 | 1    | 1   | 1   | 3     | 4       | 42,3      |
| 19 | Ben Shelton                | 22  | 8  | 0  | 0  | 0 | 1    | 1   | 1   | 3     | 2       | 60,0      |
| 20 | Karen Khachanov            | 29  | 8  | 0  | 0  | 0 | 1    | 0   | 6   | 7     | 4       | 63,6      |
| 21 | Alexei Popyrin             | 26  | 23 | 0  | 0  | 0 | 1    | 0   | 2   | 3     | 0       | 100       |
| 22 | Jakub Menšík               | 19  | 24 | 0  | 0  | 0 | 1    | 0   | 0   | 1     | 1       | 50,0      |
| 23 | Kei Nishikori              | 35  | 4  | 0  | 0  | 0 | 0    | 6   | 6   | 12    | 15      | 44,4      |
| 24 | Nick Kyrgios               | 30  | 13 | 0  | 0  | 0 | 0    | 4   | 3   | 7     | 4       | 63,6      |
| 25 | Gaël Monfils               | 38  | 6  | 0  | 0  | 0 | 0    | 3   | 10  | 13    | 22      | 37,1      |
| 26 | Alex de Minaur             | 26  | 6  | 0  | 0  | 0 | 0    | 3   | 7   | 10    | 9       | 52,6      |
| 27 | Félix Auger-Aliassime      | 25  | 6  | 0  | 0  | 0 | 0    | 3   | 4   | 7     | 11      | 38,9      |
| 28 | Nikoloz Basilashvili       | 33  | 16 | 0  | 0  | 0 | 0    | 3   | 2   | 5     | 4       | 55,5      |
| 29 | Matteo Berrettini          | 29  | 6  | 0  | 0  | 0 | 0    | 2   | 8   | 10    | 6       | 62,5      |
| 30 | Alexander Bublik           | 28  | 17 | 0  | 0  | 0 | 0    | 2   | 5   | 7     | 7       | 50        |
| 31 | Sebastián Báez             | 24  | 18 | 0  | 0  | 0 | 0    | 2   | 5   | 7     | 4       | 63,4      |
| 32 | Ugo Humbert                | 27  | 13 | 0  | 0  | 0 | 0    | 2   | 5   | 7     | 2       | 77,8      |
| 33 | Martin Kližan              | 36  | 24 | 0  | 0  | 0 | 0    | 2   | 4   | 6     | 1       | 85,7      |
| 34 | Arthur Fils                | 21  | 15 | 0  | 0  | 0 | 0    | 2   | 1   | 3     | 1       | 75,0      |
| 35 | Roberto Bautista-Agut      | 37  | 8  | 0  | 0  | 0 | 0    | 1   | 11  | 12    | 11      | 52,6      |
| 36 | Milos Raonic               | 34  | 3  | 0  | 0  | 0 | 0    | 1   | 7   | 8     | 15      | 34,8      |
| 37 | Kevin Anderson             | 39  | 5  | 0  | 0  | 0 | 0    | 1   | 6   | 7     | 13      | 35,0      |
| 38 | David Goffin               | 34  | 7  | 0  | 0  | 0 | 0    | 1   | 5   | 6     | 9       | 40,0      |
| 39 | Lucas Pouille              | 31  | 10 | 0  | 0  | 0 | 0    | 1   | 4   | 5     | 4       | 55,6      |
| 40 | Cristian Garín             | 29  | 17 | 0  | 0  | 0 | 0    | 1   | 4   | 5     | 1       | 83,3      |
| 41 | Denis Shapovalov           | 26  | 10 | 0  | 0  | 0 | 0    | 1   | 3   | 4     | 5       | 44,4      |
| 42 | Marcel Granollers          | 39  | 19 | 0  | 0  | 0 | 0    | 1   | 3   | 4     | 3       | 57,1      |
| 42 | Tommy Paul                 | 28  | 9  | 0  | 0  | 0 | 0    | 1   | 3   | 4     | 3       | 57,1      |
| 44 | Laslo Djere                | 30  | 27 | 0  | 0  | 0 | 0    | 1   | 2   | 3     | 3       | 50,0      |
| 45 | Aslan Karatsev             | 31  | 14 | 0  | 0  | 0 | 0    | 1   | 2   | 3     | 2       | 60,0      |
| 46 | Sebastian Korda            | 25  | 15 | 0  | 0  | 0 | 0    | 1   | 1   | 2     | 7       | 22,2      |
| 47 | Lorenzo Musetti            | 23  | 8  | 0  | 0  | 0 | 0    | 1   | 1   | 2     | 4       | 33,3      |
| 48 | Daniel Evans               | 35  | 21 | 0  | 0  | 0 | 0    | 1   | 1   | 2     | 2       | 50,0      |
| 49 | Flavio Cobolli             | 23  | 26 | 0  | 0  | 0 | 0    | 1   | 1   | 2     | 1       | 66,7      |
| 50 | Giovanni Mpetshi Perricard | 22  | 29 | 0  | 0  | 0 | 0    | 1   | 1   | 2     | 0       | 100       |
| 51 | Tomáš Macháč               | 24  | 20 | 0  | 0  | 0 | 0    | 1   | 0   | 1     | 1       | 50,0      |
| 52 | Adrian Mannarino           | 37  | 17 | 0  | 0  | 0 | 0    | 0   | 5   | 5     | 10      | 33,3      |
| 53 | Albert Ramos-Viñolas       | 37  | 17 | 0  | 0  | 0 | 0    | 0   | 4   | 4     | 8       | 33,3      |
| 54 | Reilly Opelka              | 27  | 17 | 0  | 0  | 0 | 0    | 0   | 4   | 4     | 3       | 57,1      |
| 55 | Bernard Tomic              | 32  | 17 | 0  | 0  | 0 | 0    | 0   | 4   | 4     | 2       | 66,7      |
| 55 | Lorenzo Sonego             | 30  | 21 | 0  | 0  | 0 | 0    | 0   | 4   | 4     | 2       | 66,7      |
| 57 | Luciano Darderi            | 23  | 32 | 0  | 0  | 0 | 0    | 0   | 4   | 4     | 0       | 100       |
| 58 | Frances Tiafoe             | 27  | 10 | 0  | 0  | 0 | 0    | 0   | 3   | 3     | 7       | 30,0      |
| 59 | Benoît Paire               | 36  | 18 | 0  | 0  | 0 | 0    | 0   | 3   | 3     | 6       | 33,3      |
| 60 | Nicolás Jarry              | 29  | 16 | 0  | 0  | 0 | 0    | 0   | 3   | 3     | 4       | 42,9      |
| 61 | Yoshihito Nishioka         | 29  | 24 | 0  | 0  | 0 | 0    | 0   | 3   | 3     | 3       | 50,0      |
| 61 | Francisco Cerúndolo        | 27  | 19 | 0  | 0  | 0 | 0    | 0   | 3   | 3     | 3       | 50,0      |
| 63 | Marco Cecchinato           | 32  | 16 | 0  | 0  | 0 | 0    | 0   | 3   | 3     | 2       | 60,0      |
| 63 | Tallon Griekspoor          | 29  | 21 | 0  | 0  | 0 | 0    | 0   | 3   | 3     | 2       | 60,0      |
| 65 | Damir Džumhur              | 33  | 23 | 0  | 0  | 0 | 0    | 0   | 3   | 3     | 1       | 75,0      |

### Records en simple
Ce tableau récapitule les records principaux dans l'histoire de l'ATP. On y retrouve ceux concernant les titres, les victoires, les séries de victoires, la précocité, les ratios de victoires, le classement ATP ainsi que sur une saison. Les joueurs dont le nom apparaît en gras sont en activité.
Mise à jour le 14 octobre 2024
| Record                                             | Joueur                       | Nombre                     | Précision                                                     |
| -------------------------------------------------- | ---------------------------- | -------------------------- | ------------------------------------------------------------- |
| Titres                                             |                              |                            |                                                               |
| Total                                              | Jimmy Connors                | 109                        | Jimmy Connors a gagné d'autres titres non reconnus par l'ATP  |
| En Grand Chelem                                    | Novak Djokovic               | 24                         | entre 2008 et 2023                                            |
| Au Masters                                         | Novak Djokovic               | 7                          | 2008, 2012 à 2015, 2022 et 2023                               |
| En Masters 1000 (créé en 1990)                     | Novak Djokovic               | 40                         | entre 2007 et 2023                                            |
| En ATP 500 (créé en 1990)                          | Roger Federer                | 24                         | entre 2002 et 2019                                            |
| En ATP 250 (créé en 1990)                          | Thomas Muster                | 26                         | entre 1990 et 1997                                            |
| En Grand Prix Championship Series (de 1970 à 1989) | Ivan Lendl                   | 22                         | entre 1980 et 1989                                            |
| Dans un même tournoi du Grand Chelem               | Rafael Nadal                 | 14                         | à Roland Garros (2005 à 2008, 2010 à 2014, 2017 à 2020, 2022) |
| Dans un même tournoi Masters 1000                  | Rafael Nadal                 | 11                         | à Monte-Carlo (2005 à 2012, 2016 à 2018)                      |
| Dans un même tournoi ATP 500                       | Rafael Nadal                 | 12                         | à Barcelone (2005 à 2009, 2011 à 2013, 2016 à 2018, 2021)     |
| Dans un même tournoi ATP 250                       | Guillermo Vilas              | 8                          | à Buenos Aires (1973 à 1976, 2 en 1977, 1979 et 1982)         |
| Consécutifs dans un même tournoi ATP               | Rafael Nadal                 | 8                          | à Monte-Carlo (2005 à 2012)                                   |
| Sur dur                                            | Roger Federer Novak Djokovic | 71                         | entre 2001 et 2019 entre 2007 et 2023                         |
| Sur terre battue                                   | Rafael Nadal                 | 63                         | entre 2004 et 2022                                            |
| Sur gazon                                          | Roger Federer                | 19                         | entre 2003 et 2019                                            |
| Sur moquette (bannie depuis 2009)                  | John McEnroe                 | 45                         | entre 1978 et 1991                                            |
| En extérieur                                       | Rafael Nadal                 | 90                         | entre 2004 et 2022                                            |
| En intérieur                                       | Jimmy Connors                | 53                         | entre 1972 et 1989                                            |
| Victoires                                          |                              |                            |                                                               |
| Total                                              | Jimmy Connors                | 1274                       | entre 1970 et 1995                                            |
| En Grand Chelem                                    | Novak Djokovic               | 370                        | entre 2005 et 2024                                            |
| Dans un tournoi du Grand Chelem                    | Rafael Nadal                 | 112                        | à Roland-Garros                                               |
| En Masters 1000                                    | Novak Djokovic               | 414                        | entre 2006 et 2025                                            |
| Dans un même tournoi Masters 1000                  | Rafael Nadal                 | 73                         | à Monte-Carlo                                                 |
| Sur une saison                                     | Guillermo Vilas              | 134                        | 1977                                                          |
| Sur dur                                            | Roger Federer                | 783                        | entre 1998 et 2021                                            |
| Sur terre battue                                   | Guillermo Vilas              | 681                        | entre 1968 et 1989                                            |
| Sur gazon                                          | Roger Federer                | 192                        | entre 2000 et 2021                                            |
| Sur moquette                                       | Jimmy Connors                | 391                        | entre 1972 et 1991                                            |
| En extérieur                                       | Rafael Nadal                 | 975                        | entre 2002 et 2024                                            |
| En intérieur                                       | Jimmy Connors                | 487                        | entre 1971 et 1993                                            |
| Séries de victoires                                |                              |                            |                                                               |
| En carrière                                        | Guillermo Vilas              | 46                         | toutes sur terre battue, en 1977                              |
| Dans un tournoi                                    | Rafael Nadal                 | 46                         | à Monte-Carlo                                                 |
| Sur dur                                            | Roger Federer                | 56                         | de 2005 à 2006                                                |
| Sur terre battue                                   | Rafael Nadal                 | 81                         | de 2005 à 2007                                                |
| Sur gazon                                          | Roger Federer                | 65                         | de 2003 à 2008                                                |
| Sur moquette                                       | John McEnroe                 | 65                         | de 1983 à 1985                                                |
| Sur dur extérieur                                  | Roger Federer                | 46                         | de 2005 à 2006                                                |
| Sur dur intérieur                                  | John McEnroe                 | 46                         | de 1978 à 1987                                                |
| En extérieur                                       | Guillermo Vilas              | 46                         | toutes sur terre battue en 1977                               |
| En intérieur                                       | Ivan Lendl                   | 66                         | 49 sur moquette et 17 sur dur de 1981 à 1983                  |
| Pourcentage de victoires                           |                              |                            |                                                               |
| En carrière                                        | Novak Djokovic               | 83,5 %                     | 1124 victoires pour 222 défaites                              |
| En Grand Chelem                                    | Björn Borg                   | 89,2 %                     | 141 victoires pour 17 défaites                                |
| En Masters 1000                                    | Rafael Nadal                 | 82,0 %                     | 410 victoires pour 90 défaites                                |
| Sur une saison                                     | John McEnroe                 | 96,5 %                     | 82 victoires pour 3 défaites en 1984                          |
| Sur dur                                            | Novak Djokovic               | 84,6 %                     | 709 victoires pour 129 défaites                               |
| Sur terre battue                                   | Rafael Nadal                 | 91,3 %                     | 474 victoires pour 45 défaites                                |
| Sur gazon                                          | Roger Federer                | 86,9 %                     | 192 victoires pour 29 défaites                                |
| Sur moquette                                       | John McEnroe                 | 84,3 %                     | 349 victoires pour 65 défaites                                |
| En extérieur                                       | Rafael Nadal                 | 84,3 %                     | 985 victoires pour 183 défaites                               |
| En intérieur                                       | John McEnroe                 | 85,3 %                     | 423 victoires pour 73 défaites                                |
| Précocité                                          |                              |                            |                                                               |
| Place de numéro 1                                  | Carlos Alcaraz               | 19 ans et 4 mois           | 12 septembre 2022                                             |
| Entrée dans le top 5                               | Michael Chang                | 17 ans 5 mois et 14 jours  | 7 août 1989                                                   |
| Entrée dans le top 10                              | Aaron Krickstein             | 17 ans et 11 jours         | 13 août 1984                                                  |
| Entrée dans le top 100                             | Michael Chang                | 16 ans 3 mois et 13 jours  | 6 juin 1988                                                   |
| Entrée dans le top 200                             | Michael Chang                | 15 ans 7 mois et 26 jours  | 19 octobre 1987                                               |
| Vainqueur d'un match du circuit ATP                | Franco Davín                 | 15 ans et 1 mois           | Buenos Aires (1985)                                           |
| Vainqueur d'un titre sur le circuit ATP            | Aaron Krickstein             | 16 ans 2 mois et 13 jours  | Tel Aviv (1983)                                               |
| Vainqueur d'un match de Grand Chelem               | Michael Chang                | 15 ans 6 mois et 10 jours  | US Open de tennis 1987                                        |
| Vainqueur d'un Grand Chelem                        | Michael Chang                | 17 ans 3 mois 7 jours      | à Roland-Garros en 1989                                       |
| Vainqueur au Masters                               | John McEnroe                 | 19 ans 10 mois 29 jours    | à New-York en 1979                                            |
| Vainqueur d'un match de Masters 1000               | Richard Gasquet              | 15 ans 9 mois 28 jours     | à Monte-Carlo en 2002                                         |
| Vainqueur d'un Masters 1000                        | Michael Chang                | 18 ans 5 mois 7 jours      | à Toronto en 1990                                             |
| Vainqueur d'un match de Coupe Davis                | Björn Borg                   | 15 ans 11 mois             | 1972                                                          |
| Vainqueur de la Coupe Davis                        | Rafael Nadal                 | 18 ans 6 mois              | 2004                                                          |
| Longévité                                          |                              |                            |                                                               |
| Place de numéro 1                                  | Novak Djokovic               | 37 ans 18 jours            | 9 juin 2024                                                   |
| Dans le top 5                                      | Ken Rosewall                 | 40 ans 7 mois et 28 jours  | 30 juin 1975                                                  |
| Dans le top 10                                     | Ken Rosewall                 | 41 ans 7 mois et 12 jours  | 14 juin 1976                                                  |
| Dans le top 100                                    | Ken Rosewall                 | 44 ans 11 mois et 13 jours | 15 octobre 1979                                               |
| Vainqueur d'un match du circuit ATP                | Ken Rosewall                 | 45 ans 11 mois et 18 jours | Melbourne Indoor (1980)                                       |
| Vainqueur d'un titre sur le circuit ATP            | Pancho Gonzales              | 43 ans 8 mois et 28 jours  | Des Moines (1972)                                             |
| Vainqueur d'un match de Grand Chelem               | Ivo Karlović                 | 40 ans 3 mois              | à Roland-Garros 2019                                          |
| Vainqueur d'un Grand Chelem                        | Ken Rosewall                 | 37 ans 2 mois 1 jour       | à Open d'Australie 1972                                       |
| Vainqueur au Masters                               | Novak Djokovic               | 36 ans 6 mois 29 jours     | au Masters 2023                                               |
| Vainqueur d'un match de Masters 1000               | Ivo Karlović                 | 40 ans 11 jours            | à Indian Wells 2019                                           |
| Vainqueur d'un Masters 1000                        | Roger Federer                | 37 ans 7 mois 10 jours     | à Miami 2019                                                  |
| Sur une saison                                     |                              |                            |                                                               |
| Titres                                             | Rod Laver                    | 18                         | 1969                                                          |
| Titres en Grand Chelem                             | Rod Laver                    | 4                          | Grand Chelem de 1969                                          |
| Titres en Grand Prix Championship Series           | Rod Laver                    | 5                          | 1970                                                          |
| Titres en Masters 1000                             | Novak Djokovic               | 6                          | 2015                                                          |
| Classement ATP (depuis 1973)                       |                              |                            |                                                               |
| Semaines no 1                                      | Novak Djokovic               | 428                        |                                                               |
| Semaines consécutives no 1                         | Roger Federer                | 237                        |                                                               |
| Fin d'année à la place de no 1                     | Novak Djokovic               | 8                          | entre 2011 et 2023                                            |
| Fin d'année à la place de no 1 consécutives        | Pete Sampras                 | 6                          | de 1993 à 1998                                                |
| Points ATP                                         | Novak Djokovic               | 16 950 points              | 6 juin 2016                                                   |
| Points ATP en fin d'année                          | Novak Djokovic               | 16 585 points              | 2015                                                          |
| Points ATP (de 2000 à 2008)                        | Roger Federer                | 8 370 points               | 20 novembre 2006                                              |
| Points ATP en fin d'année (de 2000 à 2008)         | Roger Federer                | 8 370 points               | 2006                                                          |
| Points ATP (de 1994 à 1999)                        | Pete Sampras                 | 5 792 points               | 8 novembre 1997                                               |
| Points ATP en fin d'année (de 1994 à 1999)         | Pete Sampras                 | 5 097 points               | 1994                                                          |

## ATP Awards
Le premier ATP Award de joueur de l'année a été remis à Arthur Ashe en 1975, puis à Björn Borg cinq fois de 1976 à 1980. Parmi les autres multiples lauréats, Roger Federer a reçu ce trophée à cinq reprises (2004, 2005, 2006, 2007, 2009), comme Rafael Nadal (2008, 2010, 2013, 2017, 2019). John McEnroe l'a reçu trois fois (1981, 1983, 1984), comme Ivan Lendl (1985, 1986, 1987). Stefan Edberg (1990-1991) et Lleyton Hewitt (2001, 2002) ont été récompensés deux fois.
Le record est détenu par Novak Djokovic, 8 fois récompensé (2011, 2012, 2014, 2015, 2018, 2020, 2021, 2023) devant Pete Sampras, six fois récompensé de manière ininterrompue entre 1993 et 1998.